# Hanni Münzer
Hanni Münzer (* 10. Juni 1965 in Wolfratshausen) ist eine deutsche Belletristik-Autorin. Erfolgreich wurde sie mit der als E-Book selbst veröffentlichten Seelenfischer-Tetralogie sowie dem im Piper Verlag erschienenen Roman Honigtot.

## Leben
2013 veröffentlichte sie ihr Debüt Die Seelenfischer im Eigenverlag als E-Book. Der größtenteils in Italien spielende Romantik-Thriller stieg auf Platz 1 der Kindle-Charts und hielt sich dort sieben Wochen an der Spitze. Auch die Folgebände wurden zu Kindle-Bestsellern. Inzwischen wurde die Seelenfischer-Tetralogie über 310.000-mal verkauft. Anfang 2014 folgte ihr Roman Honigtot, der das Schicksal einer Familie vor und während des Zweiten Weltkriegs nachzeichnet.
Der Erfolg als Selfpublisher und die in der Mehrzahl positiven Leserrückmeldungen auf Amazon führten zu größerer Bekanntheit (die FAZ und Der Tagesspiegel berichteten) und machte klassische Verlage auf die laut Buchreport.de „heimliche Bestseller-Königin“ aufmerksam. Im April 2015 wurde Honigtot vom Piper Verlag als Taschenbuch neu veröffentlicht. Das Hörbuch, gelesen von Anne Moll, erschien bei Hörbuch Hamburg.
Ebenfalls 2015 publizierte Münzer den Roman Das Mädchen hinter der Maske wieder als E-Book im Selbstverlag. Nach Stationen in Rom, Seattle und Stuttgart lebt Münzer mit ihrem Mann in Bayern.

## Buchveröffentlichungen

### Seelenfischer-Tetralogie
- Band 1: Die Seelenfischer. Piper, München 2017, ISBN 978-3-492-30961-5.
- Band 2: Die Akte Rosenthal – Teil 1. Piper, München 2017, ISBN 978-3-492-30963-9.
- Band 3: Showdown! – Die Akte Rosenthal – Teil 2. Piper, München 2017, ISBN 978-3-492-30964-6.
- Band 4: Das Hexenkreuz. Piper, München 2017, ISBN 978-3-492-30962-2.

### Honigtot-Saga
- Band 1: Honigtot. Piper, München 2015, ISBN 978-3-492-30725-3.
- Band 2: Marlene. Piper, München 2016, ISBN 978-3-492-30947-9.

### Die Schmetterlinge-Reihe
- Band 1: Solange es Schmetterlinge gibt. Eisele, München 2017, ISBN 978-3-96161-003-7.
- Band 2: Unter Wasser kann man nicht weinen. Piper, München 2018, ISBN 978-3-492-30740-6.

### Reihe Am Ende der Nacht
- Band 1: Honigland. Piper, München 2023, ISBN 978-3-492-06396-8.
- Band 2: Honigstaat. Piper, München 2023, ISBN 978-3-492-06455-2.

### Sonstige
- Das Mädchen hinter der Maske. CreateSpace Independent Publishing Platform, 2015, ISBN 978-1514631430.
- Heimat ist ein Sehnsuchtsort. Pendo, München 2019, ISBN 978-3-86612-461-5.

## Hörbücher
- Honigtot. Gelesen von Anne Moll. OSTERWOLDaudio, Hamburg 2015, ISBN 978-3-86952-266-1.
- Marlene. Gelesen von Anne Moll. OSTERWOLDaudio, Hamburg 2016, ISBN 978-3-86952-310-1.
- Heimat ist ein Sehnsuchtsort. Gelesen von Anne Moll. OSTERWOLDaudio, Hamburg 2019, ISBN 978-3-86952-436-8.